# Ignacio Ibáñez
Ignacio Francisco Ibáñez Sagardoy, conosciuto anche come Iñaki Ibáñez (Pamplona, 7 maggio 1964), è un ex calciatore spagnolo, di ruolo centrocampista.